# Eremophila (Tiergattung)

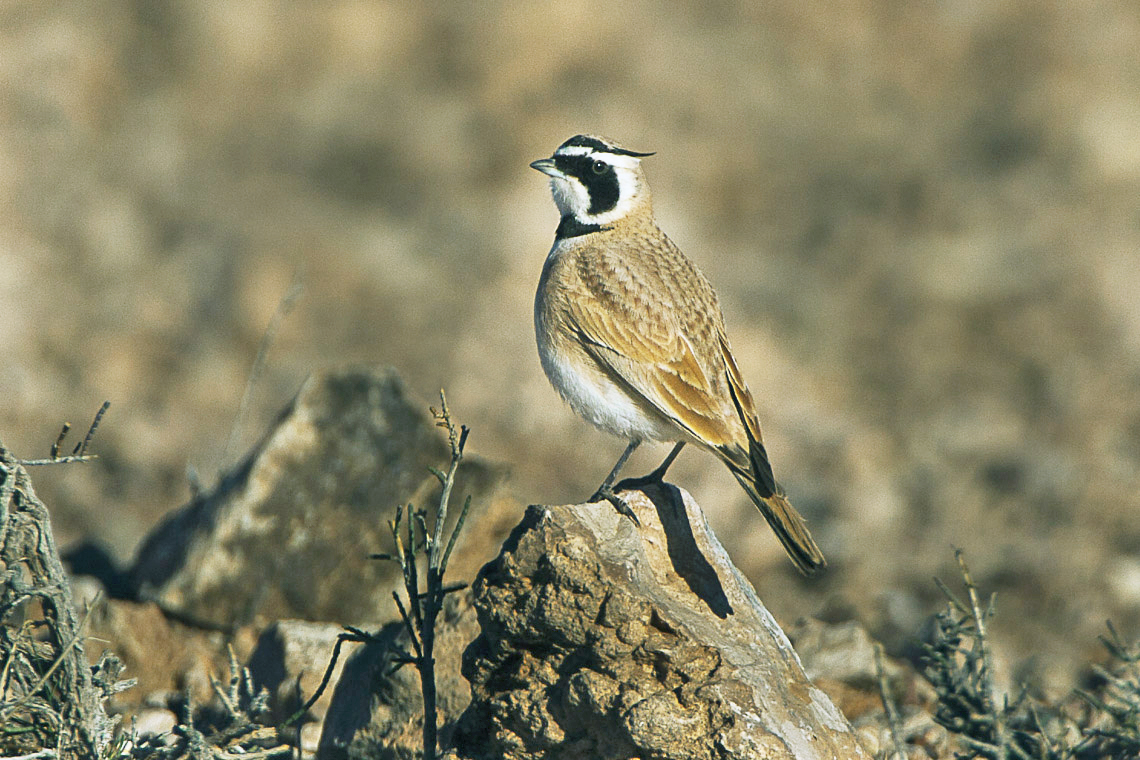
Saharaohrenlerche

Eremophila ist eine Gattung aus der Familie der Lerchen. Unter den heute lebenden Vogelarten gehören nur zwei Arten, nämlich die Ohrenlerche und die Saharaohrenlerche, zu dieser Gattung. Der Gattungsname leitet sich aus dem Altgriechischen ab: Eremos bedeutet Wüste und phileo lieben. Entsprechend dem Gattungsnamen besiedeln beide Arten Tundren, Halbwüsten, Wüsten und Hochsteppen. Das Verbreitungsgebiet der beiden Arten ist die Nordhalbkugel. Die Ohrenlerche ist die einzige Lerchenart, die in Süd- und Nordamerika vorkommt.
Die Bestandssituation beider Arten wird von der IUCN mit ungefährdet (least concern) eingestuft.

## Merkmale
Die Arten der Gattung Eremophila sind durch paarige Federhörnchen an den Scheitelseiten gekennzeichnet. Die Kopfzeichnung ist schwarz-gelb bis schwarz-weiß. Bei der Ohrenlerche, die in zahlreichen Unterarten vorkommt, finden sich beide Kopfzeichnungen. Der Kropf ist bei beiden Arten schwarz.
Der Schnabel ist an der Schnabelbasis etwas höher als bei Lerchen der Gattung Alauda. Die Nasenlöcher sind bei beiden Arten bedeckt, die Hinterkralle ist nur leicht gebogen und nur wenig verlängert. Die Handschwingen 7, 8 und 9 bilden die Flügelspitze, die Handschwinge 10 ist dagegen fast nicht mehr sichtbar. Ein Unterscheidungsmerkmal zu den Arten der Gattung Alauda ist der Abstand der längsten Armschwinge bis zur Flügelspitze. Sie ist bei beiden Arten größer als die Lauflänge, während sie bei den Arten der Gattung Alauda kleiner ist.

## Verbreitungsgebiet

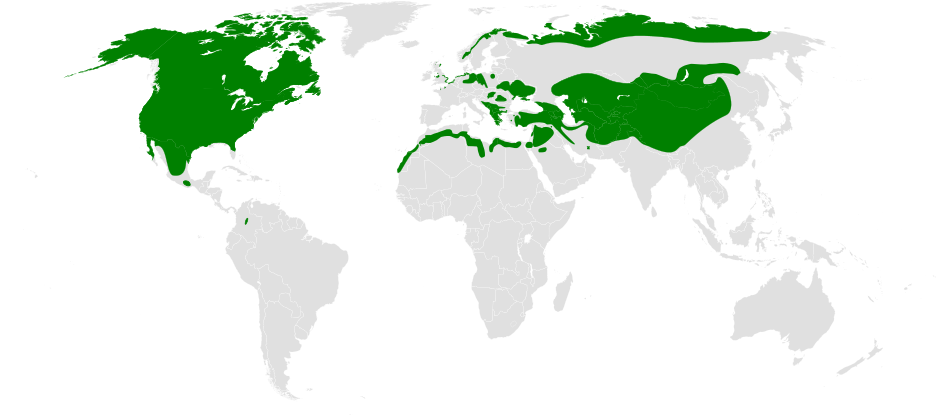
Verbreitungsgebiet der Gattung Eremophila

Das Verbreitungsgebiet der Ohrenlerche ist sehr groß. Als holarktisch verbreiteter Brutvogel kommt die Art vom Atlasgebirge Marokkos bis nach Nord- und Südamerika vor. Sie ist ein regelmäßiger Wintergast an den Küsten Mitteleuropas. In Nordamerika ist sie ein sehr häufiger Vogel. Sie hat in ihrer Verbreitung stark von der Entwaldung profitiert, die gegen Ende des 19. Jahrhunderts im milderen Westen und im Osten Nordamerikas begann. Diese Entwaldung hat zu einem deutlichen Populationsanstieg bei dieser Art geführt.
Das Verbreitungsgebiet der Saharaohrenlerche ist im Vergleich mit der Ohrenlerche deutlich kleiner. Sie kommt in der Westsahara, im Süden und Nordosten Marokkos, im Norden Algeriens, in Tunesien, im Norden Libyens und Ägyptens sowie im Norden der arabischen Halbinsel bis in den Osten von Syrien und dem Westen von Irak vor.

## Arten
Die folgenden rezenten Arten werden zur Gattung Eremophila gerechnet:
- Ohrenlerche (Eremophila alpestris (Linnaeus, 1758))
- Saharaohrenlerche (Eremophila bilopha (Temminck, 1823))

## Einzelbelege
1. ↑  James A Jobling: The Helm Dictionary of Scientific Bird Names. Christopher Helm, London 2010, ISBN 978-1-4081-2501-4. S. 148
2. ↑  Pätzold: Die Lerchen der Welt. S. 216 und S. 220.
3. 1 2 3   Alderfer (Hrsg.): Complete Birds of North America. S. 431
4. ↑   Eremophila bilopha in der Roten Liste gefährdeter Arten der IUCN 2016.1. Eingestellt von: BirdLife International, 2016. Abgerufen am 29. Dezember 2016.
5. ↑   Eremophila alpestris in der Roten Liste gefährdeter Arten der IUCN 2016.1. Eingestellt von: BirdLife International, 2017. Abgerufen am 1. Januar 2017.
6. ↑  Nicators, reedling & larks « IOC World Bird List. In: www.worldbirdnames.org. Abgerufen am 29. Dezember 2016 (englisch).